# Країна Найрі (фільм, 1930)
«Країна Найрі» (рос. «Страна Найри») — вірменський радянський документальний фільм 1930 року кінорежисера Амо Бек-Назаряна.